# Nogyang-dong
Nogyang-dong (koreanska: 녹양동) är en stadsdel i staden Uijeongbu i provinsen Gyeonggi i den norra delen av Sydkorea, 22 km norr om huvudstaden Seoul.